# Gabriel Torres
Gabriel Torres (Rio de Janeiro, 7 de julho de 1974) é um escritor, jornalista, professor e empresário brasileiro, especializado em tecnologia da informação. É criador e editor executivo do site Clube do Hardware, além de ser autor de 31 livros, vários deles figurando nas listas de best-sellers. Foi considerado, pela revista ISTOÉ Dinheiro, o "Paulo Coelho do Hardware". Recebeu, em 2001 e 2003, Moção de Aplausos e Congratulações da Assembléia Legislativa do Estado do Rio de Janeiro "pelos inestimáveis serviços prestados à informática brasileira".
É filho do escritor e membro da Academia Brasileira de Letras Antônio Torres.

## Carreira
Torres se interessou por eletrônica muito jovem. Aos oito anos de idade já colecionava revistas sobre o assunto como Be-a-bá da Eletrônica e Divirta-se com a Eletrônica. Em seu aniversário de 11 anos (1985) ganhou o seu primeiro computador, um TK85. Um ano e meio depois (1987), ganhou de seus pais um Apple II Plus e apaixonou-se pela informática. Aos catorze (1989) começou a trabalhar por conta própria no conserto de microcomputadores (inicialmente da linha Apple II), na mesma época que ingressou no ensino médio integrado ao técnico em eletrônica do Instituto de Tecnologia ORT. Aos dezesseis (1990) já colaborava com publicações especializadas em informática, como a revista Micro Sistemas.
Cerca de um ano após terminar o ensino médio integrado ao técnico foi convidado a trabalhar no Instituto de Tecnologia ORT, onde permaneceu de 1993 a 2000. Em 1996, criou o site Clube do Hardware e publicou o seu primeiro livro, Hardware Curso Completo.
Foi colunista do jornal carioca O Dia por mais de 10 anos, de outubro de 1996 até março de 2007.
Desde 2017 é instrutor de cursos online na plataforma Udemy.

## Obras publicadas
- Hardware Curso Completo: 1ª Edição (1996), 2ª Edição (1998), 3ª Edição (1999), 4ª Edição (2001)
- Hardware Curso Básico & Rápido: 1ª Edição (1996), 2ª Edição (1998), 3ª Edição (2000)
- Montagem de Micros Curso Básico & Rápido: 1ª Edição (1996), 2ª Edição (1998), 3ª Edição (2000), 4ª Edição (2002)
- Fax/Modem Truques Espertos (1997)
- Kit Multimídia Truques Espertos (1997)
- Manutenção e Configuração de Micros Para Principiantes: 1ª Edição (1997), 2ª Edição (1999)
- Alavancando Negócios na Internet (2000)
- Redes de Computadores Curso Completo (2001)
- Fundamentos de Eletrônica (2002)
- Redes de Computadores - Versão Revisada e Atualizada: 1ª Edição (2009), 2ª Edição (2014)
- Montagem de Micros - Para Autodidatas, Estudantes e Técnicos: 1ª Edição (2010), 2ª Edição (2013), 3ª Edição (2019), 4ª Edição (2022), 5ª Edição (2025)
- Eletrônica - Para Autodidatas, Estudantes e Técnicos: 1ª Edição (2012), 2ª Edição (2018), 3ª Edição (2025)
- Hardware - Versão Revisada e Atualizada: 1ª Edição (2013), 2ª Edição (2022)
- Os Mitos do Dinheiro (2015)
- Aprenda a Ler Resistores e Capacitores: 1ª Edição (2019), 2ª Edição (2025)
- Redes Wi-Fi: 1ª Edição (2020), 2ª Edição (2023)
- Redes de Telefonia Celular (2023)